# Đớp ruồi bụng hung
Niltava vivida là một loài chim trong họ Muscicapidae.